# Лоразепам
Лоразепам (лат. Lorazepamum) — лікарський засіб, що відноситься до транквілізаторів з групи похідних бензодіазепіну, що має анксіолітичну, седативну, протисудомну, міорелаксуючу та снодійну дію, та застосовується переважно перорально, а також внутрішньом'язово, внутрішньовенно, та місцево. Лоразепам уперше синтезований у 1963 році в США, та схвалений для клінічного застосування в 1977 році під торговими марками компанії «Wyeth» «Атіван» і «Теместа».

## Фармакологічні властивості
Лоразепам — синтетичний лікарський засіб, що відноситься до транквілізаторів з групи похідних бензодіазепіну. Механізм дії препарату полягає у взаємодії з бензодіазепіновими рецепторами в алостеричному центрі постсинаптичних рецепторів гамма-аміномасляної кислоти, що розміщені в лімбічній системі, таламусі, гіпоталамусі та бічних рогах спинного мозку та підвищенні чутливості ГАМК-рецепторів до медіатора — гамма-аміномасляна кислота, що приводить до гальмування міжнейронної передачі у вказаних відділах мозку. Лоразепам має анксіолітичну, протисудомну, міорелаксуючу та снодійну дію. На відміну від інших препаратів групи бензодіазепінів, лоразепам позитивно впливає на когнітивні функції, що може бути пов'язаним із дією препарату на досі невідомі види бензодіазепінових рецепторів. Лоразепам застосовується як при тривожних станах (у тому числі пов'язаних із депресією), порушеннях сну, неврозах і неврозоподібних станах, при стресах різного походження, панічних атаках, маніакальних та кататонічних станах, шизофренії та інших ендогенних психічних захворюваннях, гострому алкогольному делірії, у складі комбінованої терапії при епілепсії та епілептичному статусі, симптоматичних судомних станах, головному болю та психосоматичних розладах. У деяких країнах, зокрема США, лоразепам входить до складу комбінованих препаратів для лікування блювання. Проте тривале, а також безконтрольне застосування, лоразепаму призводить до розвитку психологічної або фізичної залежності від препарату. Основними симптомами залежності від клоназепаму є зниження концентрації уваги, дезорієнтація, головокружіння, сонливість, в'ялість, порушення координації рухів, амнезія, ейфорія, сплутаність свідомості, депресія, тремор, головний біль, ністагм; при застосуванні високих доз — галюцинації, психози, делірій. При різкій відміні препарату можуть спостерігатись дратівливість, тривожність, напруженість, страх, порушення сну, швидка втомлюваність, депресія, нудота, блювання, порушення зору, посилення тактильних відчуттів, загострення слуху, загострення нюху, загострення відчуття смаку, підвищена пітливість, підвищення артеріального тиску, головний біль, запаморочення, тремтіння пальців рук; пізніше блідість шкірних покривів, посмикування м'язів обличчя та кінцівок, розширення зіниць із слабкою реакцією на світло..

### Фармакокінетика
Лоразепам при прийомі всередину швидко всмоктується та розподіляється в організмі, біодоступність препарату при пероральному прийомі складає 95—99 %. Максимальна концентрація препарату досягається протягом 2 годин після перорального прийому і 3 годин після внутрішньом'язового введення. після внутрішньовенного введення препарат розпочинає діяти протягом 1—5 хвилин. Лоразепам добре (на 85—91 %) зв'язується з білками плазми крові. Препарат добре проникає через гематоенцефалічний бар'єр та через плацентарний бар'єр, і виділяється в грудне молоко. Метаболізується лоразепам в печінці з утворенням неактивних метаболітів. період напіввиведення препарату за різними даними коливається від 8 до 20 годин, при порушеннях функції печінки або нирок цей час може збільшуватися.

## Покази до застосування
Лоразепам застосовують при тривожних станах (у тому числі пов'язаних із депресією), порушеннях сну, неврозах і неврозоподібних станах, при стресах різного походження, панічних атаках, маніакальних та кататонічних станах, шизофренії та інших ендогенних психічних захворюваннях, гострому алкогольному делірії, у складі комбінованої терапії при епілепсії та епілептичному статусі, симптоматичних судомних станах, головному болю та психосоматичних розладах.

## Побічна дія
При застосуванні лоразепаму можливе виникнення наступних побічних ефектів:
- Алергічні реакції — рідко шкірний висип, свербіж шкіри, еритема шкіри, кропив'янка.
- З боку травної системи — нудота, блювання, діарея або запор, дисфагія, сухість в роті порушення апетиту, порушення функції печінки.
- З боку нервової системи — запаморочення, підвищена стомлюваність, м'язова слабість, сонливість, атаксія, погіршення пам'яті, депресія; при тривалому застосуванні фізична та психічна залежність від препарату.
- Зміни в лабораторних аналізах — рідко лейкопенія. підвищення активності лактатдегідрогенази.
- Місцеві реакції — при внутрішньовенному введенні можуть спостерігатися флебіт або тромбоз у місці введення.

При передозуванні лоразепаму спостерігається різка загальмованість, виражена сонливість, ністагм, апное, пригнічення серцевої діяльності — гіпотонія та брадикардія, зниження чутливості до болю, порушення координації рухів, парадоксальне збудження, дизартрія, клонічні посмикування кінцівок, пригнічення рефлексів, порушення свідомості з переходом у кому та летальний кінець. Як антидот лоразепаму при передозуванні застосовується флумазепіл, що є специфічним антидотом бензодіазепінових рецепторів.

## Протипокази
Клоназепам протипоказаний при підвищеній чутливості до препарату або до інших похідних бензодіазепіну, міастенії, при закритокутовій формі глаукомі, гострій інтоксикації алкоголем або наркотиками. Препарат не рекомендований до застосування при вагітності та годуванні грудьми.

## Форми випуску
Лоразепам випускається у вигляді ампул по 1 мл 0,2 % або 0,4 % розчину; таблеток по 0,0005; 0,001; 0,002 мг і розчину для перорального застосування із вмістом діючої речовини 2 мг/мл. Лоразепам випускається також у вигляді комбінованого препарату з галоперидолом і димедролом.